# Alyssa Carson

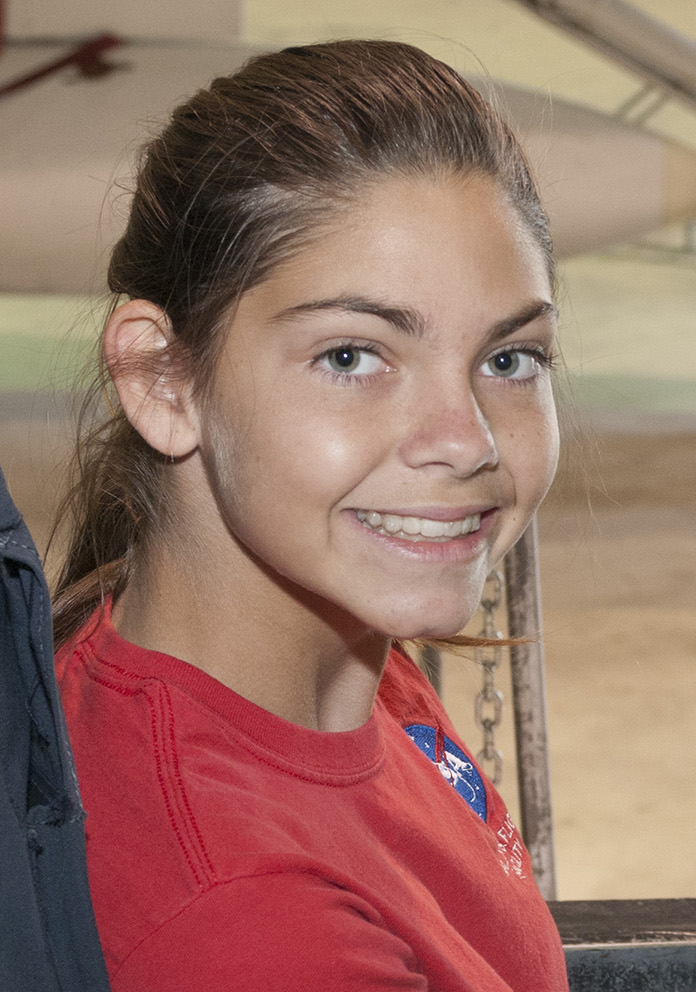
Alyssa Carson

Alyssa Carson (* 10. März 2001 in Hammond (Louisiana)) ist eine US-amerikanische Astronautinnen-Anwärterin. Sie ist die einzige Person, die an allen Space Camps der NASA teilnahm und gilt als Vorbild, insbesondere für junge Frauen, für wissenschaftliche Karrierepfade.

## Leben
Carson wuchs in Baton Rouge auf und entwickelte schon in jungen Jahren eine große Leidenschaft für die Raumfahrt. Inspiriert wurde sie bereits mit drei Jahren durch einen Cartoon, der Abenteuer im Weltraum thematisierte. Ihr offizieller Pfad begann jedoch mit sieben Jahren, als sie ihr erstes Space Camp besuchte. Diese Erfahrung bestärkte sie in ihrem Wunsch, Astronautin zu werden, und führte dazu, dass sie alle verfügbaren Space Camps der NASA besuchte, sowohl in den Vereinigten Staaten als auch international.
Carson besitzt einen Bachelorabschluss in Astrobiologie vom Florida Institute of Technology und ist derzeit als Doktorandin im selben Fachbereich an der University of Arkansas tätig. Dort arbeitet sie unter der Leitung von Professor Tim Kral an Forschungsprojekten, die sich mit dem Überleben und Wachstum von Bakterien in der Marsatmosphäre befassen.

## Wirken
Carson tat sich durch ihre zahlreichen Teilnahmen an NASA-Programmen, ihr Engagement in der MINT-Fächer-Bildung und ihre öffentlichen Auftritte als Botschafterin für Weltraummissionen hervor. Ihr Ziel, einer der ersten Menschen auf dem Mars zu sein, treibt sie zur kontinuierlichen Weiterbildung und Vorbereitung auf die Herausforderungen einer solchen Mission an.
Für ihre Bemühungen wurde sie in das „Young Leaders“-Programm der Vereinten Nationen aufgenommen und arbeitete auch mit der NATO zusammen. Zudem hat sie die Blueberry Foundation gegründet, eine Bildungsorganisation, die junge Menschen zur Verfolgung ihrer Karrierewünsche in der Wissenschaft inspirieren soll.
Carson gilt als Vorbild, insbesondere für junge Frauen, und betont die Bedeutung weiblicher Vorbilder in der Raumfahrt. Sie veröffentlichte das Buch So You Want to Be an Astronaut und ist in den sozialen Medien stark präsent, um Wissen und Begeisterung für die Raumfahrt zu verbreiten. Sie besitzt eine Zertifizierung in angewandter Astronautik durch das Project Possum.

## Werke
- So You Want to Be an Astronaut, Eigenverlag, 2018, 44 Seiten, ISBN 978-1731357946